# Dioscúries
|  | Aquest article tracta del festival en honor als Dioscurs. Per la ciutat de la Còlquida, vegeu Dioscúrias. |

Les Dioscúries (en grec antic: Διοσκούρια o Διοσκούρεια) eren un festival que es feia a diverses parts de Grècia en honor dels Dioscurs.
A Esparta, segons Pausànies, se celebrava amb sacrificis, festes i begudes. A Cirene es feia també un gran festival per honorar els Dioscurs. A Atenes el festival s'anomenava Anacees. A quasi totes les ciutats dòriques i aquees es feia qualque espècie de celebració en honor als Dioscurs, i prova d'això és que es van erigir un gran nombre de temples dedicats a ells, però de les celebracions gairebé no se'n sap res.